# موش گوزنی برنزه
موش گوزنی برنزه (نام علمی: Peromyscus perfulvus) نام یک گونه از سرده موش‌های گوزنی است.